# Codex Athous Dionysius
De Codex Athous Dionysius (Gregory-Aland no. Ω of 045, von Soden ε 61) is een Bijbelmanuscript uit de 9e eeuw. Het is in hoofdletters (uncialen) op perkament geschreven.

## Beschrijving
Het bevat de tekst van de vier Evangeliën met een lacune (Lucas 1:15-28). De volledige Codex Athous Dionysius bestaat uit 259 bladen (22 x 16 cm) en werd geschreven in twee kolommen per pagina, 19-22 regels per pagina., 13-15 letters per regel
De Codex Athous Dionysius geeft de Byzantijnse tekst weer. Kurt Aland plaatste de codex in Categorie V.

## Geschiedenis
Het handschrift werd gecollationeerd door Mary W. Winslow, en geredigeerd door Kirsopp Lake en Silva New.
Het handschrift bevindt zich in het Dionysiusklooster (10 (55)) op de berg Athos.